# Спидвей

Обмундирование советского мотогонщика

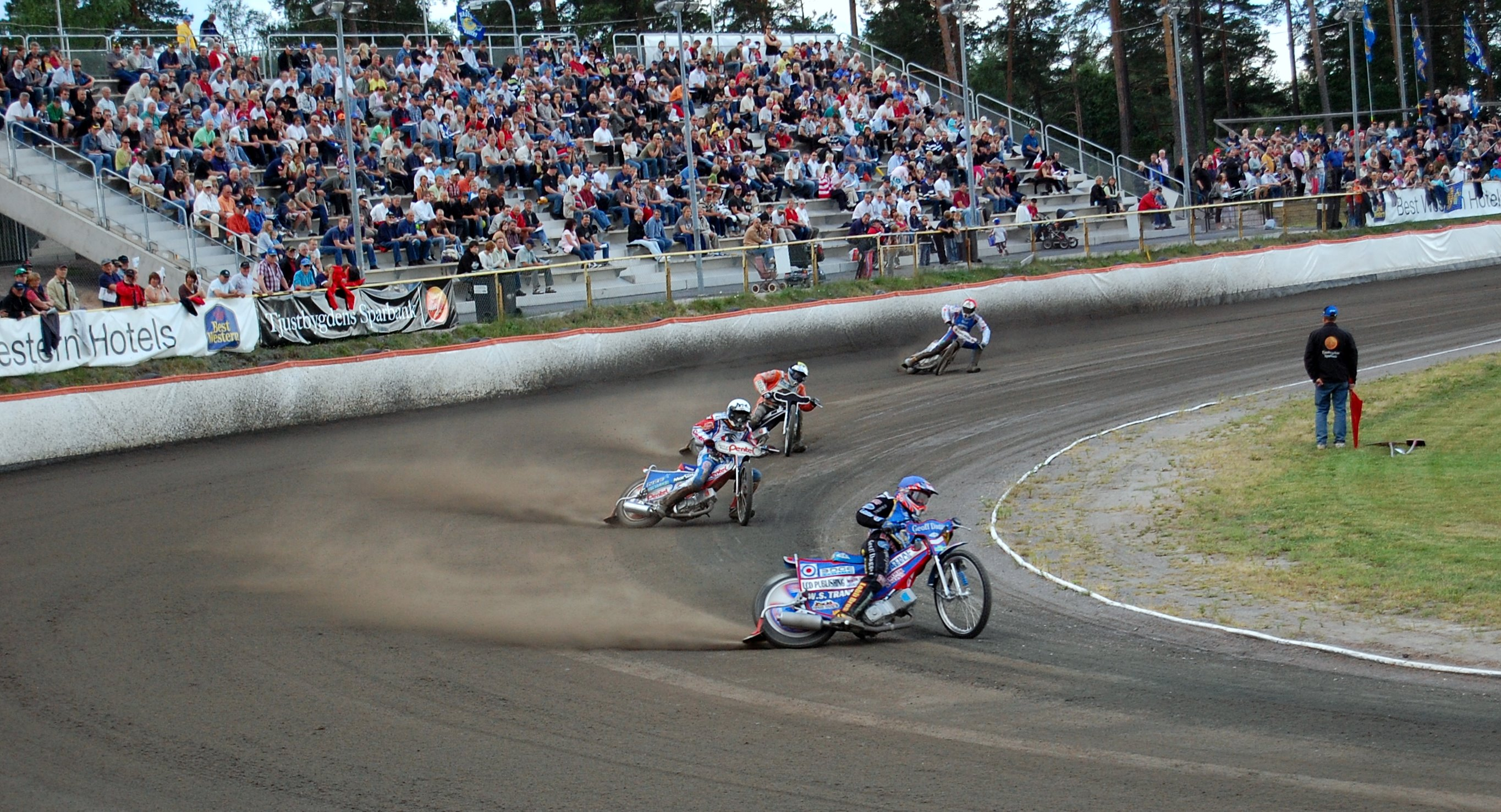
Гонщики выполняют поворот

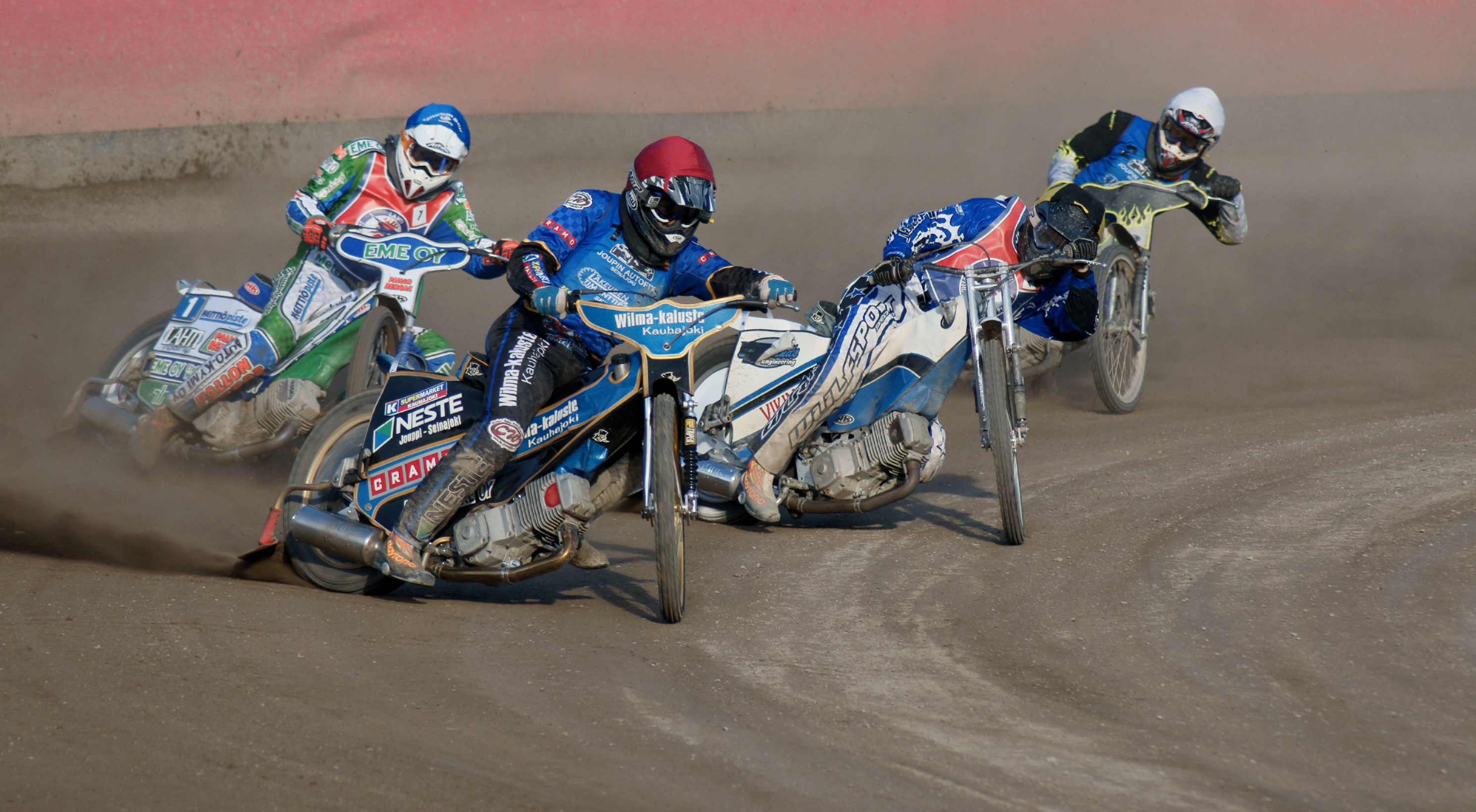
Extraliiga в Финляндии

Спидве́й (от англ. speedway — скоростная дорога), также трековые мотогонки — один из видов мотоциклетного спорта.
Главное отличие спидвея от кольцевых мотогонок и мотокросса состоит в трассе, представляющей собой овал длиной от 260 м до 400 м (стандартная беговая дорожка стадиона), обычно с гаревым  ровным покрытием (отсюда популярное название мотогонки по гаревой дорожке). Однако популярен и зимний вариант спидвея — по ледяному покрытию (более употребимое русскоязычное название мотогонки на льду). Менее распространены гонки по земляному и травяному трекам, а также мотогонки на длинном треке.

## История
Соревнования проводятся с 1920-х годов. Первый чемпионат мира по спидвею прошёл в 1936 году.
Спидвей популярен по всему миру. Преимущества его перед другими видами — в относительной дешевизне; не требуется дорогой автотрассы формата Формулы-1, как для Moto GP, не нужно специально готовить пересечённую дорожку, как в мотокроссе. Для проведения соревнований подойдёт обычная гаревая дорожка стадиона. Другое преимущество — зрителю постоянно видна вся трасса и положение гонщиков в заезде. К тому же спидвей отличается динамичностью — обычно гонщики проходят 4 круга, реже немногим больше.
Число участников обычно от 4 до 6 в каждом заезде. Наиболее популярны гонки на мотоциклах с объёмом двигателя 500 см³, однако соревнования проводятся и среди 250- и 125-см³ мотоциклов. Также известны соревнования на мотоциклах с коляской, мопедах и мотороллерах.
Скорость в спидвее меньше, чем в кольцевых мотогонках — средняя скорость на круге 70—80 км/ч, на прямых участках — до 110 км/ч.
Зрелищности виду спорта добавляют нередкие падения участников. Обычно всё обходится перезаездом, однако возможна и гибель спортсмена (в 1996 году погиб российский гонщик Риф Саитгареев, 27 августа 1984 года в Ровно во встрече команд высшей лиги чемпионата СССР «Сигнал» Ровно — «Башкирия» Уфа, в 5 заезде погиб гонщик «Сигнала» Александр Коршаков).

### Спидвей в СССР и России
В СССР спидвей был весьма популярен, в зимнем спидвее советские гонщики находились на ведущих ролях в мире. В начале XXI века спидвей в России постепенно возрождался: в открытом чемпионате страны в 2007 году приняло участие 7 команд из 6 городов России и Украины. Однако в результате финансового кризиса 2008 года бюджеты команд резко сократились, и в сезоне 2009 года принимали участие всего три (минимальное количество за всю историю) команды: СК Турбина (г. Балаково), «Восток» (г. Владивосток), Мега-Лада (г. Тольятти).